# Тибор
Тибор је мушко мађарско, румунско, словенско име. 

## Облици и значење
Настало је од деминутива латинског имена Тибуртиус ( лат. Tiburtius ). Постоји још двије верзије овог имена, једна, која је деминутив латинског имена Тибуртиус, а ,такорећи, аугментатив имена Тибор, а то је Тиборц ( Tiborc ) и Цтибор, Шчибор, словенска верзија овог имена која значи ратник, војник. У старословенским језицима значи "свето место". Латинско име Тибуртиус може значити "од Тибра"

## Употреба и заступљеност
Постоји и презиме са овим именом. Ово име у Румунији се појавило тек за време Хабзбуршке монархије која је владала Трансилванијом. Постоји једно село у округу Алба, у општини Крикау, у Румунији које носи ово име (мађарски назив села је Тибор, док оригинални гласи Тибру (Tibru)).
У Мађарској 1990-их и 2000-их било је једно од најзаступљенијих мушких мађарских имена од 47-52.
У Словенији је 2008. било 346 особа са овим именом. У Чешкој Републици, 2006. године било је 2886 особа са овим именом, а било је 116. најзаступљеније име Чешке Републике у проценту заступљености од 1,5%.

## Имендани
Имендан овог имена је 14. април (Мађарска), 13. август (Чешка Република), 10. новембар (Словачка и Словенија), а негде 11. август.